# The Black Parade
 (mars 2023).
Si vous disposez d'ouvrages ou d'articles de référence ou si vous connaissez des sites web de qualité traitant du thème abordé ici, merci de compléter l'article en donnant les références utiles à sa vérifiabilité et en les liant à la section « Notes et références ».
Albums de My Chemical Romance
Three Cheers for Sweet Revenge
(2004) AOL Sessions
(2007)
The Black Parade est le troisième album studio du groupe de punk rock américain My Chemical Romance.
Pour ce nouvel opus, les membres du groupe ont décidé d'expérimenter, d'essayer de nouveaux instruments, selon les dires du leader et chanteur du groupe, Gerard Way.

## Première apparition publique
Le nom The Black Parade a fait son apparition pour la toute première fois lors d'un concert de My Chemical Romance à Londres. En effet, le soir du concert dans la capitale anglaise, une voix annonce au public « My Chemical Romance ne pourra pas venir jouer ce soir pour des raisons majeures et le groupe s'en voit sincèrement désolé. En revanche, le groupe a pensé faire venir des bons amis. » Quelques secondes plus tard, c'est finalement Gerard Way et sa bande qui montent sur la scène londonienne. Mais ils ne sont pas identifiables immédiatement, principalement à cause du nouveau look de Gerard. En effet, lui qui avait jadis les cheveux longs et noirs, arbore désormais un crâne presque rasé et teint en blond platine. Dès les premières paroles, les fans reconnaissent cependant le groupe, même si Way s'est d'abord exclamé : « Nous sommes The Black Parade! ».

## L'entrevue sur le site officiel
Selon une entrevue que l'on peut actuellement voir sur le site officiel de The Black Parade (http://www.theblackparade.com), le désir d'un changement de look allait de pair avec la nouvelle direction musicale entreprise par le groupe. Lors d'une séance de questions, Gerard Way prend la parole et explique que Lorsque nous (My Chemical Romance) faisons un nouvel album, il ne s'agit pas seulement d'une nouvelle galette mais aussi comme d'un nouveau pas vers l'avenir, et en ce qui nous concerne, il s'agit à chaque fois d'un pas de géant. Il continue en disant que Cet album a été très difficile à faire, mais nous étions tous là (les membres de MCR) les uns pour les autres. Il rappelle toutefois que The Black Parade est l'alter-égo des membres de My Chemical Romance, et non pas le nouveau nom du groupe, ne vous mèprenez pas.
Le chanteur dit également qu'il est très fier du nouveau single, Welcome to the Black Parade. C'est une chanson qui parle du souvenir le plus fort que nous avons avant de mourir. Dans ce cas-ci, c'est un petit garçon qui est allé à une parade avec son père. C'est aussi la chanson qui introduit notre nouveau son, et j'en suis très fier.
Quand on lui demande à quel son peut-on s'attendre à l'écoute de ce nouvel effort, Way et ses confrères expliquent qu'il s'agit d'un album épique, symphonique, avec beaucoup d'instruments différents, comme le piano par exemple. C'est un album concept, je vous le rappelle, il raconte une histoire en plusieurs chapitres, et en l'écoutant au complet vous comprendrez cette histoire. Nous avons repris les meilleurs éléments des albums précédents, c'est un album plein de vie, qui vous fera rire et pleurer, promet le quintette originaire du New Jersey.

## Sortie de l'album
La sortie de l'album est prévue le 24 octobre 2006 aux États-Unis et au Canada, le 28 octobre 2006 en Australie et le 23 octobre 2006 dans les autres pays.
Le premier single, la pièce-titre de l'album, est disponible sur les sites de téléchargements légaux comme iTunes depuis le 12 septembre 2006.
L'album est disponible également en édition limitée, qui comprend un coffret noir avec à l'intérieur le cd ainsi qu'un livret d'une soixantaine de pages qui contient des dessins et qui raconte le processus de création de l'album. Il est écrit en grande majorité par le chanteur, Gerard Way.

## Histoire de l'album
L'album a pour personnage principal un patient en phase terminale d'un cancer. On observe l'évolution de ce personnage, qui après avoir été diagnostiqué cliniquement mort dans l'introduction The End et Dead!, se remémore les souvenirs de son enfance (Welcome to the Black Parade), évoque les regrets liés à sa maladie (Cancer), se rappelle sa vie de soldat milicien durant la guerre (Mama). L'album se conclut d'une façon étrange avec la pièce Famous Last Words, que l'on peut interpréter librement : le patient a finalement choisi la mort ou a décidé de ressusciter.
Nous pouvons remarquer que dans Mama, il y a la présence des voix de Liza Minnelli, Donald James et Donna Lee Way (parents de Gerard Way et Mikey Way). Mais aussi, la présence de Linda Iero dans Mama, mère de Frank Iero, et de Cheech Iero, proche de Frank, aux percussions supplémentaires sur Welcome To The Black Parade.

## Processus créatif
La création de l'album a été des plus pénibles pour le groupe. À ce sujet, le chanteur Gerard Way voit la chose de cette façon: «Quand nous faisons un nouvel album, c'est toujours incroyablement douloureux car nous savons que chaque nouvel album nous rapproche du dernier». L'album a été enregistré dans un manoir apparemment hanté de Californie. Les présences fantomatiques que ressentaient les membres du groupe ont été l'inspiration pour la chanson Sleep de l'album. Également, Mikey Way, frère de Gerard et bassiste du groupe, a souffert de dépression chronique durant l'enregistrement a bien failli laisser tomber le groupe tellement son état de santé était précaire.

## Liste des chansons
1. The End – 1:52
2. Dead! – 3:15
3. This Is How I Disappear – 3:59
4. The Sharpest Lives – 3:20
5. Welcome to the Black Parade – 5:11
6. I Don't Love You – 3:58
7. House of Wolves – 3:04
8. Cancer – 2:22
9. Mama – 4:39
10. Sleep – 4:43
11. Teenagers – 2:41
12. Disenchanted – 4:55
13. Famous Last Words – 4:59
14. Blood (pièce cachée) – 2:30

## Critiques
L'album a été très bien reçu, même le Rolling Stone Magazine américain lui a décerné 4 étoiles sur 5. Les critiques aiment les références faites à Pink Floyd (Sleep), à Queen (Welcome to the Black Parade), ainsi que la richesse musicale générale de l'album. La chanson qui fait l'unanimité est Mama en raison de la présence de Liza Minnelli, une grande admiratrice du groupe (dont la grand-mère du chanteur Gerard Way était une très grande fan).[réf. nécessaire]
L'album a été sacré Album de l'année par le magazine américain Blender,

## Singles
- Welcome to the Black Parade
- Famous Last Words
- I Don't Love You
- Teenagers